# 白浜港

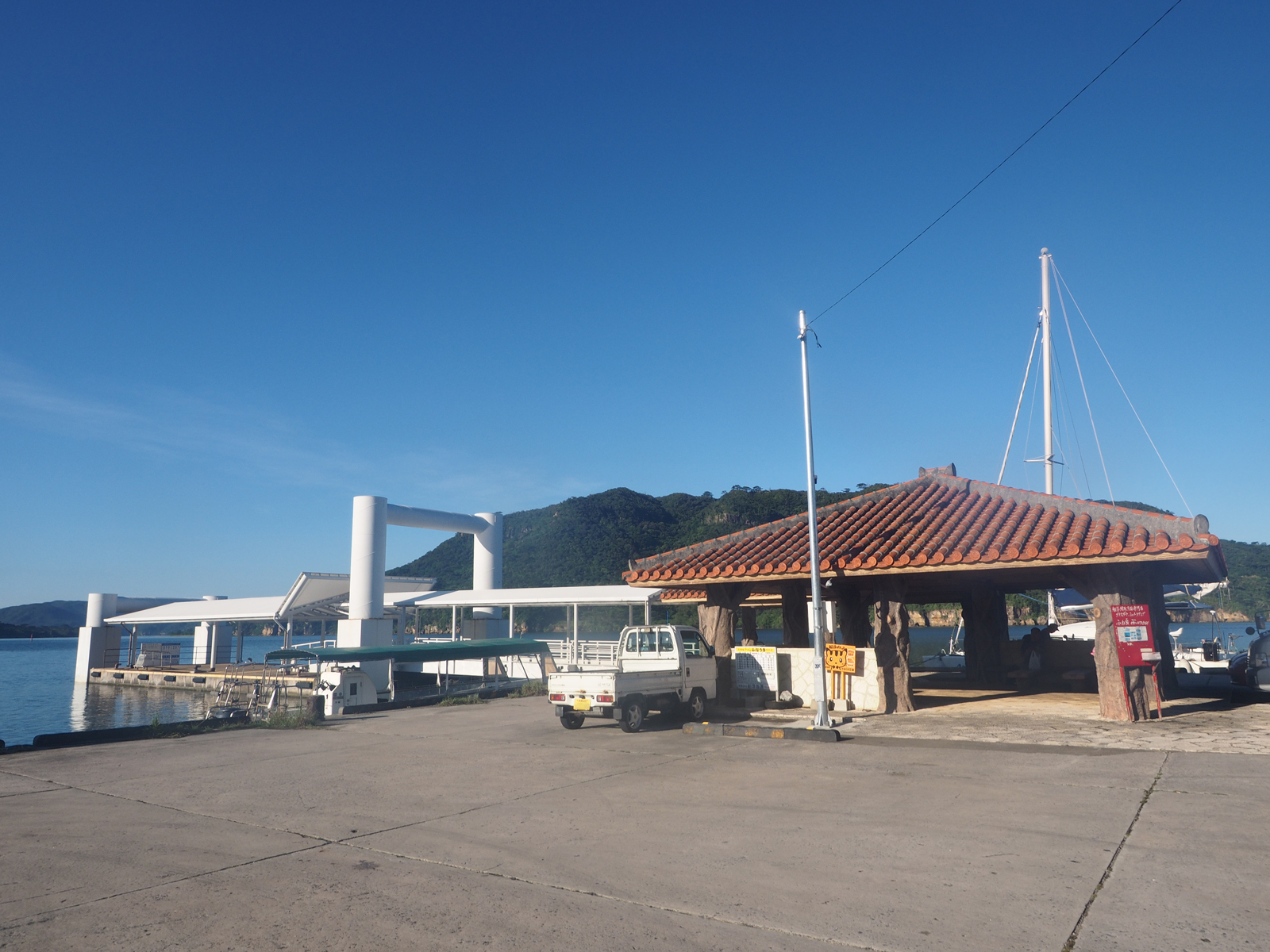
浮桟橋

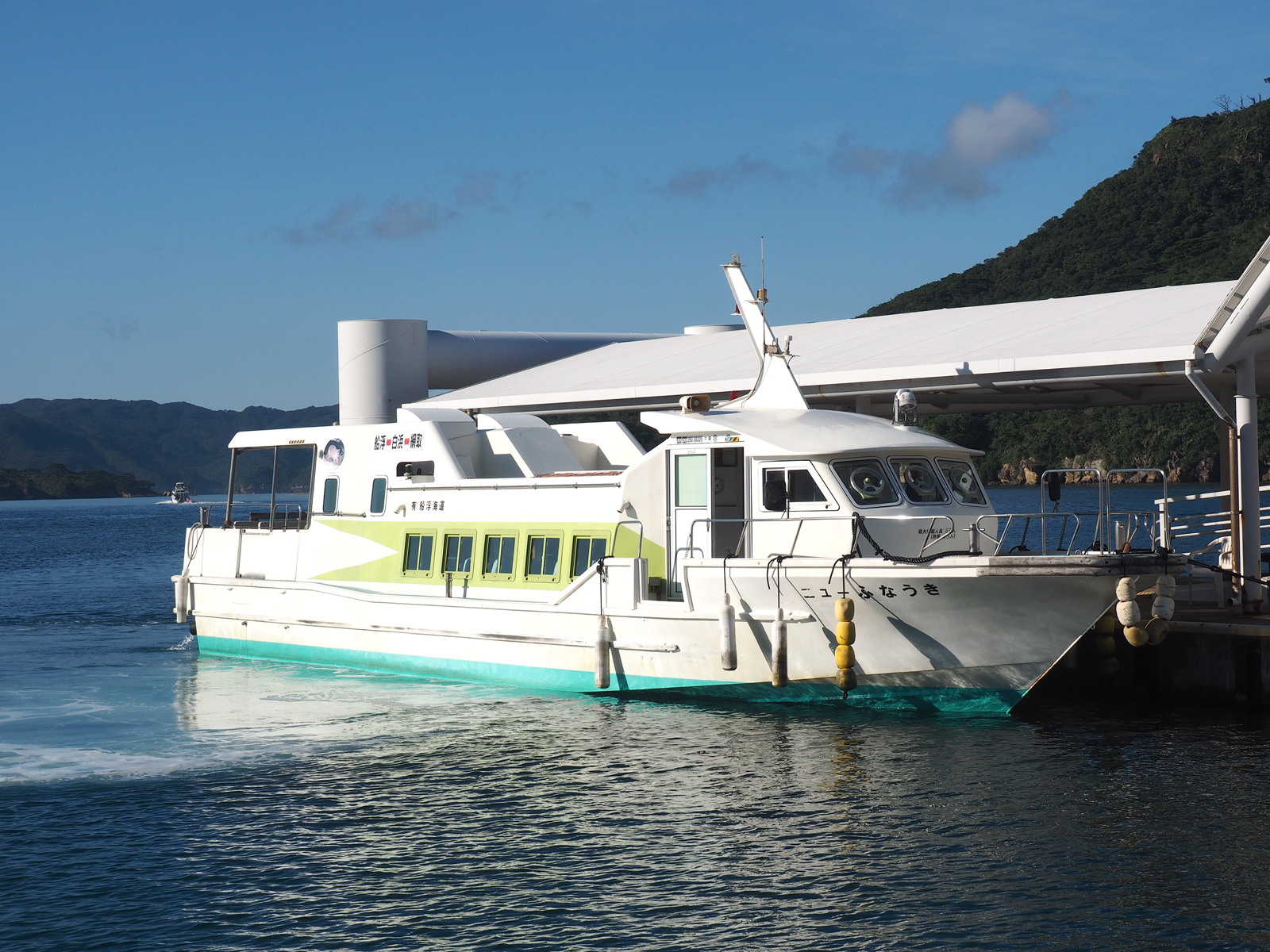
白浜港-船浮港に就航する船浮海運のニューふなうき（白浜港）

白浜港（しらはまこう）は、沖縄県八重山郡竹富町の西表島・白浜地区にある地方港湾である。港湾管理者は沖縄県。統計法に基づく港湾調査規則では乙種港湾に分類されている。

## 概要
白浜港は、西表島の他の集落と道路が通じていない船浮地区の船浮港から最寄りの港湾であって、船舶が集落外への唯一の交通手段であり、ほぼ全世帯が船舶を保有している船浮地区の住民にとって日常生活に不可欠の生活港湾である。また、船浮を訪れる観光客等にとっては、唯一の公共交通手段の船浮海運が発着する船浮地区への玄関口でもある。

## 沿革
- 1972年（昭和47年）5月15日 - 本土復帰に伴い地方港湾に指定[6]。
- 1989年（平成元年）4月19日 - 港湾区域変更[6]。
- 2007年（平成19年）4月1日 - 浮桟橋の供用開始[7]。
- 2010年（平成22年） - 白浜港と網取港を結ぶ定期航路が廃止される[8]。
- 2011年（平成23年）4月26日 - 旅客待合所「白浜港ターミナル」が完成[9][10]。

## 施設
- 係留施設[2]
  - 岸壁 (-7.50m) - 1バース、135m（最大対象船舶 5,000純トン）
  - 物揚場 (-3.0m) - 30m（最大対象船舶 100総トン）
  - 物揚場 (-2.0m) - 50m（最大対象船舶 3総トン）
  - 船揚場 - 30m
  - 浮桟橋 - 1基（長さ23m、幅9m[7]）（最大対象船舶 74総トン）
- 旅客待合所 - 92m2[9]

## 定期航路
船浮海運が以下の定期航路を運航している。かつては網取港との間にも定期航路が週1便運航されていたが、2010年（平成22年）に廃止された。
- - 船浮港